# Văn phòng Hoàng gia Thái Lan
Văn phòng Hoàng gia Thái Lan là cơ quan thuộc chế độ quân chủ của Thái Lan dưới triều vua Bhumibol Adulyadej. Ngoài nhiệm vụ hành chính và trách nhiễm nghi lễ, văn phòng còn trực tiếp hành động từ thiện thay mặt Quốc vương.

## Cung điện
Văn phòng chịu trách nhiệm việc thúc đẩy và bảo trì của ba cung điện hoàng gia khác nhau:
- Hoàng cung (Bangkok)
- Cung điện Vimanmek
- Cung điện Hoàng gia Bang Pa-In

## Quan hệ công chúng
Cơ quan xử lý các vấn đề quan hệ công chúng của chế độ quân chủ. Ví dụ trong một khoảng thời gian Quốc vương bị bệnh, cơ quan có nhiệm vụ phải thông báo cung cấp tin tức về tình hình của Nhà vua.

## Tài sản
Năm 1932, tài sản của Hoàng gia bị tịch biên mãi đến năm 1947 mới được trao trả cho Hoàng gia bởi Thawiwong Thawalayasak.
Tài sản của Hoàng gia được Văn phòng Hoàng gia và Cục Quản lý tài sản Hoàng gia quản lý. Hai cơ quan này không chịu quản lý của Chính phủ Thái Lan mà chịu sự quản lý trực tiếp từ Quốc vương đồng thời Quốc vương cũng là người bổ nhiệm.